# Boopsoidea
Boopsoidea is een monotypisch geslacht van straalvinnige vissen uit de familie van zeebrasems (Sparidae).

## Soort
- Boopsoidea inornata Castelnau, 1861